# كازتاكا موراسي
كازتاكا موراسي (باليابانية: 村瀬 和隆) (11 سبتمبر 1985 في شيغا في اليابان – )؛ هو لاعب كرة قدم ياباني سابق كان يلعب كمهاجم.

## وصلات خارجية
- كازتاكا موراسي على موقع رابطة كرة القدم اليابانية للمحترفين (اليابانية)
- كازتاكا موراسي على موقع قاعدة بيانات كرة القدم.إي يو (الإنجليزية)
- كازتاكا موراسي على موقع عالم كرة القدم.نت (الإنجليزية)